# Врбаська бановина

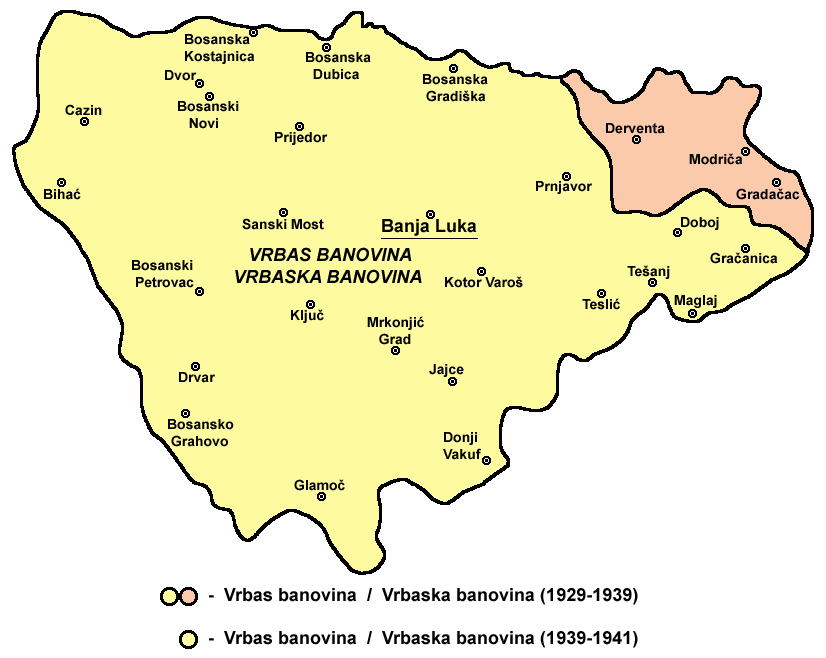
Врбаська бановина (1929—1941)

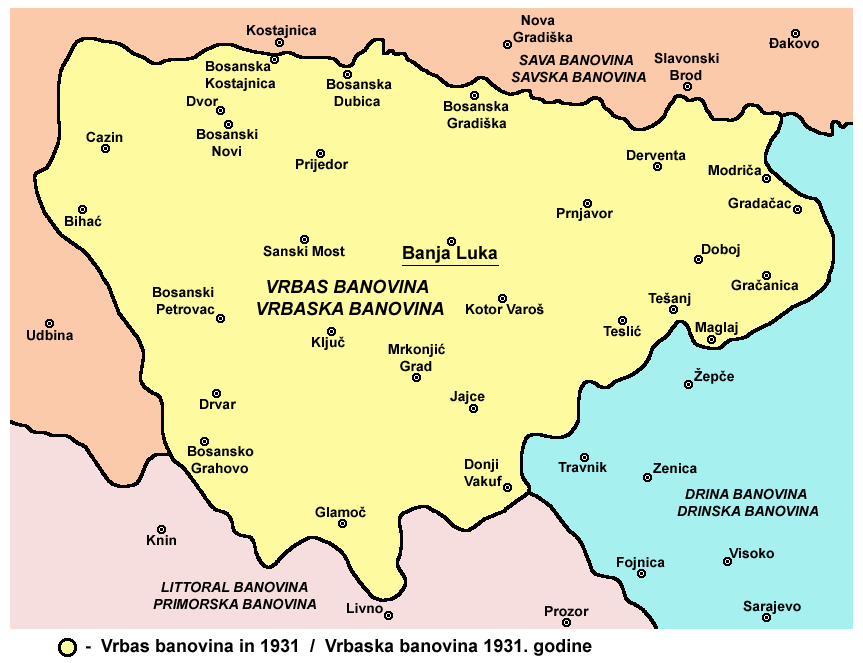
Врбаська бановина (1931)

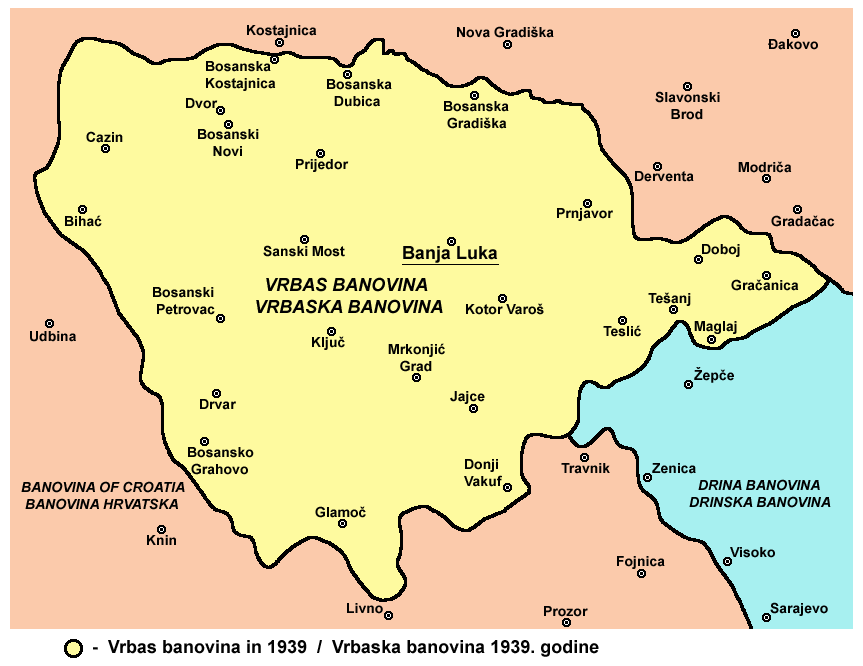
Врбаська бановина (1939)

Врба́ська банови́на (сербохорв. Врбаска бановина/Vrbaska banovina) — провінція Королівства Югославія, одна з дев'ятьох бановин за адміністративно-територіальним поділом Югославії, чинним із 1929 по 1941 рік.

## Географія
Врбаська бановина розташовувалася в центральній частині королівства, на території північної Боснії. Столицею Врбаської бановини було місто Баня-Лука. На півночі і заході вона межувала з Савською бановиною, на півдні — з Приморською бановиною і на сході з Дринською бановиною. Свою назву бановина дістала від річки Врбас.

## Історія
У 1939 частина території на північному сході Врбаської бановини відійшла до новоствореної Хорватської бановини. У 1941 р. її територія увійшла до складу Незалежної держави Хорватія, а в 1945 р. більша частина бановини лягла в основу новоутвореної Соціалістичної Республіки Боснія та Герцеговина, а незначна частина потрапила до складу Соціалістичної Республіки Хорватія.

## Населення
На 1931 р. населення бановини налічувало 1 037 282 людини, з яких близько 58 % становили православні (здебільшого серби), 24 % мусульмани, 17 % католики (переважно хорвати).